# Икшкиле
И́кшкиле (латыш. Ikšķileо файле; лив. Ikškilā, прежнее название — Икскюль или Икесколе, лат. Ykeskola, нем. Uexküll) — город (с 1992 года) в центральной части Латвии, в составе Огрского края, бывший административный центр Икшкильского края.
Расположен на правом берегу реки Даугава в 28 километрах от Риги и в 7 километрах от города Огре.

## История
В Икшкиле располагалось первое укреплённое поселение немецких купцов. Немецкое название Икскюль (нем. Uexküll) имеет следующую этимологию: в ливском и эстонском языках оно дословно означает üks, yksi — «один, первый» и küla, kylä — «село».
Прибывший сюда в 1180 году во главе христианской миссии каноник Зеберского монастыря епископ Мейнард построил здесь в 1185 году замок, а в 1186 году — церковь. Строительство вели специалисты из Готланда. Эти строения считаются первыми каменными строениями во всей Латвии. В 1201 году епископ Альберт перенёс свою резиденцию из Икшкиле в Ригу.
Древняя история поселения связана с дворянским родом Икскюлей. Рыцарь Иоганн де Бардевиш, будучи вассалом рижского архиепископа Альберта II, в 1257 году получил лен Икскюль, первый опорный пункт немцев в Прибалтике. C этого момента он стал использовать название своего имения как родовое имя Икскюль.
В 1286 году близ Икшкиле состоялось крупное сражение между земгалами и рыцарями Ливонского ордена.
В 1700 году в Икшкиле польско-саксонское войско встретилось с войсками шведского военачальника Веллинга.
Во время Первой мировой войны вблизи Икшкиле находились Петровский и Шереметьевский лагеря (полигоны) Виленского военного округа русской армии.
При отступлении русских войск Икшкильский плацдарм (от острова Долес до устья реки Огре), или «Остров смерти», стал местом подвига двух рот русской армии, преградивших путь противнику к переправе. Плацдарм удерживался в течение двух лет, при этом стороны несли большие потери. Памятник погибшим на «Острове смерти» сохранился на кладбище в Икшкиле до настоящего времени.
5 февраля 1926 года около Икшкиле в поезде Рига — Москва был убит советский дипломатический курьер Теодор Нетте. На железнодорожной станции Икшкиле был установлен памятник Т. Нетте (демонтирован в ночь с 17 на 18 августа 2022 года).
После строительства в 1966—1974 годах Рижской ГЭС развалины замка оказались на острове посреди реки Даугавы (на водохранилище Рижской ГЭС), а от стен церкви на поверхности виднеется только верхняя часть.

## Транспорт
Железнодорожная станция Икшкиле на линии Рига — Москва.
Через Икшкиле проходит автомагистраль A6 Рига — Даугавпилс — Краслава — Патарниеки (граница Белоруссии), являющаяся на участке Рига — Екабпилс частью европейского маршрута E 22. К Икшкиле подходит региональная автодорога P10 Инчукалнс — Ропажи — Икшкиле.
Основные автобусные маршруты: Икшкиле — Рига, Икшкиле — Огре, Икшкиле — Айзкраукле — Мадона — Лубана, Икшкиле — Яунелгава — Субате.

## Достопримечательности
- Развалины церкви Святого Мейнарда (на острове).
- Православная церковь Святого Духа.
- Евангелическая лютеранская церковь, построенная по проекту И. Кундзиня в 1931—1933 гг., памятник архитектуры государственного значения.
- Музей латышского поэта Яниса Плудониса (1874—1940).

## Известные уроженцы
- Янис Куга — латвийский художник-декоратор.
- Алексис Миерлаук — один из основоположников латвийского театрального искусства.

## Происшествия
В 2002 году в Икшкиле потерпел катастрофу четырёхместный самолёт Cessna, люди тогда не пострадали. 28 июня 2006 года в Икшкиле потерпел катастрофу самолёт Cessna 152, два человека погибли.